# Francis De Greef
Francis De Greef (Rumst, 2 de febrer de 1985) és un ciclista belga, professional des del 2008 fins al 2015. Al seu palmarès destaca la victòria a la Volta a Lleida de 2007.

## Palmarès
- 2005
  - 1r a la Fletxa Ardenesa
- 2007
  -  Campió de Bèlgica sub-23 en contrarellotge
  - 1r a la Volta a Lleida i vencedor d'una etapa
  - 1r al Circuit de Valònia
  - Vencedor d'una etapa de la Ronde van Antwerpen

### Resultats al Giro d'Itàlia
- 2008. 40è de la classificació general
- 2009. 21è de la classificació general
- 2010. 21è de la classificació general
- 2011. 24è de la classificació general
- 2012. 19è de la classificació general
- 2013. 21è de la classificació general

### Resultats a la Volta a Espanya
- 2009. 21è de la classificació general
- 2011. 29è de la classificació general

### Resultats al Tour de França
- 2010. 72è de la classificació general
- 2012. 102è de la classificació general